# 10 Years and Gunnin'
Albums de M.O.P.
Warriorz
(2000) Mash Out Posse
(2004)
10 Years and Gunnin' est une compilation de M.O.P., sortie le 1er avril 2003.
Le titre de l'opus est une référence au EP 100 Miles and Runnin' de N.W.A.
L'album s'est classé 67e au Top R&B/Hip-Hop Albums.

## Liste des titres
| No  | Titre                                                     | Album original      | Durée |
| --- | --------------------------------------------------------- | ------------------- | ----- |
| 1.  | How About Some Hardcore                                   | To the Death        | 4:33  |
| 2.  | Handle Ur Bizness                                         | First Family 4 Life | 4:17  |
| 3.  | Fly Nigga Hill Figga                                      | First Family 4 Life | 4:07  |
| 4.  | 4 Alarm Blaze (featuring Teflon et Jay-Z)                 | First Family 4 Life | 4:29  |
| 5.  | Ante Up (Robbin Hoodz Theory)                             | Warriorz            | 4:09  |
| 6.  | World Famous                                              | Firing Squad        | 4:11  |
| 7.  | Downtown Swinga '96                                       | Firing Squad        | 3:40  |
| 8.  | Cold as Ice                                               | Warriorz            | 4:04  |
| 9.  | Born 2 Kill                                               | Firing Squad        | 4:33  |
| 10. | Ante Up Remix (featuring Busta Rhymes, Teflon et Remy Ma) | Inédit              | 3:33  |